# نارسيس دي كريراس
نارسيس دي كريراس (بالإسبانية: Narcís de Carreras)‏ أحد الرؤساء الذين تولوا رئاسة نادي برشلونة لمدة عام واحد خلال عامي 1968 - 1969 وتحديدا في تاريخ 17 يناير 1968 ، ولد  دي كريراس في العام 1905 وتوفي في مدينة برشلونة عام 1991 في منطقة كاتالونيا، يعتبر نارسيس دي كريراس صاحب شعار برشلونة أكثر من مجرد نادي للدلالة على الاهمية الاجتماعية والإنسانية للنادي ، في 18 ديسمبر 1969 استقال من رئاسة النادي بعد ضغوطات، لم تشهد فترة رئاستة انجازات تذكر للفريق على صعيد البطولات.